# Родри (фудбалер, 1996)
Родриго Ернандез Касканте (шп. Rodrigo Hernández Cascante; Мадрид, 22. јун 1996) познатији као Родри или Родриго, професионални је шпански фудбалер који тренутно игра у енглеској Премијер лиги за Манчестер сити и репрезентацију Шпаније на позицији задњег везног.
Постигао је победнички гол за Манчестер Сити у финалу Лиге шампиона 2023. године против Интера из Милана.
Освајач је златне лопте за најбољег фудбалера у сезони 2024.

## Трофеји

### Шпанија
- Европско првенство (1):  2024.[3]
- УЕФА Лига нација (1) :  2022/23.